# Bytnik
Bytnik (Duits: Beuthnig) is een plaats in het Poolse district  Głogowski, woiwodschap Neder-Silezië. De plaats maakt deel uit van de gemeente Głogów en telt 71 inwoners.